# VIP Ecuador
VIP Ecuador – ekwadorska linia lotnicza z siedzibą w Quito.